# GOOD TIMES (RIP SLYMEのアルバム)
『GOOD TIMES』（グッドタイムス）は、RIP SLYMEのベストアルバム。2010年8月4日発売。

## 概要
- デビュー10周年を記念して発売された2枚目のベストアルバム（インディーズのベストも含めると3枚目）。収録曲は新曲を除いては基本的に発売順での収録である。
- ジャケットは前作ベストアルバム『グッジョブ!』に続き、赤塚不二夫のスタジオであるフジオプロダクションが担当した。それまでに発表してきた作品のジャケットデザインが所々に散りばめられている。
- 初回盤（10万枚限定生産）のみgroovisions/HALFBYプロデュースによる“スペシャルMUSIC VIDEOメドレー”+『Beauty Focus』MUSIC VIDEO（directed by ILMARI）を収録した超プレミアムDVD付き、両面ポスター・ステッカー・ポストカード・スタッフパス・豪華ブックレットが入った豪華特典付きお宝ザクザク宝箱仕様となっている。
- 本作の記念、そして10周年記念として、発売日にUstreamで10時間ぶっ通し生放送『GOOD TIMES TV』という大企画が行われた。
  - 内容としては、『「笑っていいとも!」の本番前後風景』、「SUとFUMIYAの太鼓の達人対決」、「ILMARIの100の質問」、『SU、FUMIYAによるグダグダの「ふぅ散歩」』、「GOOD VIBES TV」、そして最後の〆「GOOD TIMES」発売を記念し豪華人を招いたパーティ『"GOOD TIMES" Release Party』の風景を中継した。

## 収録曲

### Disc 1 「EARLY TIMES 2001-2007」
1. STEPPER'S DELIGHT
（作詞：RYO-Z, ILMARI, PES, SU　作曲：DJ FUMIYA）
初出：デビューシングル
2. 雑念エンタテインメント
（作詞：RYO-Z, ILMARI, PES, SU　作曲：DJ FUMIYA）
初出：2ndシングル
3. 楽園ベイベー
（作詞：RYO-Z, ILMARI, PES, SU　作曲：DJ FUMIYA）
初出：5thシングル
4. BLUE BE-BOP
（作詞：RYO-Z,ILMARI,PES,SU 作曲：DJ FUMIYA）
初出：6thシングル
5. JOINT
（作詞：RYO-Z, ILMARI, PES, SU 作曲：DJ FUMIYA）
初出：7thシングル
6. TIME TO GO
（作詞：RYO-Z,ILMARI,PES,SU　作曲：SU）
初出：3rdアルバム『TIME TO GO』
7. Dandelion
（作詞：RYO-Z, ILMARI, PES, SU 作曲：DJ FUMIYA）
初出：8thシングル
8. GALAXY
（作詞：RYO-Z, ILMARI, PES, SU 作曲：DJ FUMIYA）
初出：9thシングル
9. Super Shooter
（作詞：RYO-Z, ILMARI, PES, SU作曲：DJ FUMIYA）
初出：9thシングル「GALAXY」カップリング
10. 黄昏サラウンド
（作詞：RYO-Z, ILMARI, PES, SU　作曲：PES）
初出：10thシングル
11. Rock it!
（作詞：RYO-Z, ILMARI, PES, SU　作曲：PES）
初出：4thアルバム『MASTERPIECE』
12. Hot chocolate
（作詞：RYO-Z, ILMARI, PES, SU　作曲：PES）
初出：11thシングル
13. FUNKASTIC BATTLE 〜RIP SLYME VS HOTEI〜
（作詞・作曲：RIP SLYME／布袋寅泰）
初出：11thシングル「Hot chocolate」カップリング
14. ラヴぃ / リップスライムとくるり
（作詞：RYO-Z, ILMARI, PES, SU　作曲：Shigeru Kishida）
初出：コラボレーションシングル
15. ブロウ
（作詞：RYO-Z, ILMARI, PES, SU　作曲：DJ FUMIYA）
初出：12thシングル
16. I・N・G
（作詞：RYO-Z, ILMARI, PES and SU　作曲：DJ FUMIYA）
初出：6thアルバム『FUNFAIR』

### Disc 2 「MODERN TIMES 2007-2010」
1. SCAR
（作詞：RYO-Z, ILMARI, PES, SU　作曲：PES）
初出：新曲
  - フジテレビ系ドラマ「ジョーカー 許されざる捜査官」主題歌。
  - リリックは、ドラマのイメージで書かれている。ただ、酒を飲むと傷だらけにみえるSUをイメージした曲にもなっている。PESが初めに土台を作りそこにFUMIYAがフラメンコギター×エレクトロ×アフリカンビーツを導入している。
  - ドラマ「ジョーカー 許されざる捜査官」の第3話が終わった後の10時間の間、ドラマverが無料限定配信された。
2. 熱帯夜
（作詞・作曲：Luis Gonzaga, David Nasser Zedantes & Rip Slyme）
初出：13thシングル
3. One 〜CHRISTMAS CLASSIC version〜
（作詞：RYO-Z, ILMARI, PES, SU　作曲：PES）
初出：13thシングル「熱帯夜」カップリング
4. SPEED KING
（作詞：RYO-Z, ILMARI, PES, SU　作曲：DJ FUMIYA）
初出：14thシングル
5. NP
（作詞：RYO-Z, ILMARI, PES, SU　作曲：PES）
初出：6thアルバム『FUNFAIR』
6. Bubble Trouble
（作詞：RYO-Z, ILMARI, PES, SU　作曲：DJ FUMIYA）
初出：6thアルバム『FUNFAIR』
7. Tales
（作詞：RYO-Z, ILMARI, PES, SU　作曲：PES）
初出：6thアルバム『FUNFAIR』
8. Remember (RIP SLYME with MONGOL800)
（作詞：RYO-Z, ILMARI, PES, SU, Kiyosaku　作曲：上江洌清作）
初出：6thアルバム『FUNFAIR』
  - 『FUNFAIR』に収録されている「Remember」はアウトロがフェードアウトしているが、今回のアルバムはアウトロの部分が区切り良く終わっている。
9. 太陽とビキニ
（作詞：RYO-Z, ILMARI, PES, SU　作曲：DJ FUMIYA）
初出：15thシングル
10. love & hate
（作詞：RYO-Z, ILMARI, PES　作曲：DJ FUMIYA）
初出：配信限定曲、16thシングル「STAIRS」カップリング
11. STAIRS
（作詞：RYO-Z, ILMARI, PES, SU　作曲：DJ FUMIYA）
初出：16thシングル
12. Good Day
（作詞：RYO-Z, ILMARI, PES, SU　作曲：DJ FUMIYA）
初出：7thアルバム『JOURNEY』
13. Journey
（作詞：RYO-Z, PES, SU　作曲：PES）
初出：7thアルバム『JOURNEY』
14. 星に願いを
（作詞：RYO-Z, ILMARI, PES, SU　作曲：DJ FUMIYA）
初出：配信限定曲、初CD化
  - J-WAVEのウィンターキャンペーンソング。
  - クリスマスなのに彼女がいない、という男の焦りをかいた曲になっている。
  - クリスマスプレゼントとして2009年12月21日から25日までの5日間配信された。
15. マタ逢ウ日マデ2010〜冨田流〜
（作詞：RYO-Z, ILMARI, PES, SU　作曲：Tomoyuki Tanaka, DJ FUMIYA）
初出：17thシングル
16. Good Times（作詞：RYO-Z, ILMARI, PES, SU　作曲：TEQUINA (DJ FUMIYA, SONPUB)）
初出：新曲
  - タイトルチューン。
  - ソニー・エリクソン・モバイルコミュニケーションズCMソング。
史上初となる1CMに2曲使われるというCMに、その2曲の内の1曲にタイアップされた。もう一方の曲にはSuperflyの10枚目のシングル「Wildflower & Cover Songs:Complete Best 'TRACK 3'」収録の「Free Planet」がタイアップされた。

## 演奏
Disc 1 
- ILMARI：Human Beat Box(#13)
- PES：Guitar (#11)
- DJ FUMIYA
  - Scratch (#4.7.9.10.11.15)
  - Percussion (#5)
  - Other Instruments (#7)
  - Drums (#10)
- Totzan
  - Guitar (#1.3.4.8.16)
  - Bass (#1.3.4)
  - Acoustic Guitar (#7.10)
  - Wood Bass (#10)
  - Electric Guitar (#15)
- 森村献：Keyboards (#1)
- GENTA：Percussion (#1)
- 河野伸
  - Strings Arrangement (#1.3.4.15 )
  - Horn Arrangement (#4.8)
- 金原千恵子ストリングス：Strings (#1.4)
- 弦一徹ストリングス：Strings (#3)
- 山本拓夫
  - Flute (#3.4)
  - Sax (#4)
  - Tenor Sax (#8)
- エリック・ミヤシロ：Trumpet (#4)
- 広原正典：Trombone (#4)
- F2：Chorus (#5)
- 末松一人：Acoustic Guitar (#7)
- ミト (クラムボン)：Bass (#7)
- KYON：Organ (#7)
- 西村浩二、菅坂雅彦：Trumpet (#8)
- 竹野昌邦：Alto Sax (#8)
- 宮原永海：Chorus (#8.12)
- 加藤薫：Electric Sitar & Slide Guitar (#10)
- 為岡そのみ：Keyboards (#10)
- 小林太：Trumpet (#11)
- 中野勇介：Trumpet (#12)
- 五十嵐誠：Trombone (#12)
- 本間将人：Saxophone (#12)
- ヨースケ@HOME：Chorus Arrangement Assist (#12)
- 布袋寅泰：Guitar (#13)
- 福富幸宏：Programming (#13)
- 岸田繁 (くるり)：Acoustic Guitar, Electric Guitar, Bouzouki, Programming, Background Vocal (#14)
- 佐藤征史 (くるり)：Bass, Background Vocal (#14)
- 大村達身 (くるり)：Electric Guitar (#14)
- 弦一徹：Strings (#15)
- 岡雄三 (ヒトサライ)：Bass (#15)
- Chii：Chorus (#15)

Disc 2 
- RYO-Z, ILMARI, SU：Vocal (#8)
- PES
  - Acoustic Guitar (#7)
  - Vocal (#8)
- DJ FUMIYA
  - Programming (#1.8)
  - Scratch (#3.4.12)
  - Piano (#9)
- Luis Valle：Trumpet (#1)
- DJ SOMA：Scratch (#2)
- Chii：Chorus (#2)
- 河内肇：Rhodes (#2)
- 加藤薫：Acoustic Guitar (#3)
- ナスノミツル：Bass (#3)
- 河野伸
  - Strings Arrangement (#3.11)
  - Keyboards (#10)
- 弦一徹ストリングス：Strings (#3)
- Totzan
  - Guitar (#4.9.11.12)
  - Wood Bass (#4)
  - Bass (#9.11.12)
  - Chorus (#11)
- 弦小 Choir (Keita, Mana, Minoli, Rikako, Ryo, Yamato)：Chorus (#5)
- 福富幸宏、 SONPUB：Programming (#8)
- 上江洌清作 (MONGOL800)：Vocal, Bass (#8)
- 儀間崇 (MONGOL800)：Guitar, Chorus (#8)
- 高里悟 (MONGOL800)：Drums, Chorus (#8)
- 森広隆：Chorus, Chorus Arrangement (#9)
- Stuart-O, Kieron Cashell, Brad Holmes：Chorus (#9)
- 沖山優司：Bass (#10)
- 佐野康夫：Drums (#10)
- 坂井“Lambsy”秀彰：Percussion (#10)
- 田中義人：Guitar (#10)
- 金原千恵子ストリングス：Strings (#11.15)
- かっぱ (重座聖書、KIVOLY、鶯、EIHOU)、J6、Q-ティックル、WISE、ヨースケ＠HOME、Vijandeux (Willie & NORI)：Chorus (#11)
- 為岡そのみ：Chorus (#12)
- KOO (Black Bottom Horns)：Trumpet (#12)
- YASSY (Black Bottom Horns)：Trombone (#12)
- IGGY (Black Bottom Horns)：Tenor Sax (#12)
- MONKY (Black Bottom Horns)：Baritone Sax, Horn Arrangement (#12)
- Dr.Kyon：Piano (#12)
- ajapai：Additional Programming (#14)
- 宮原永海：Chorus (#14.16)
- 冨田恵一：Instruments & Treatments (#15)
- 竹野昌邦、山本拓夫：Tenor Sax (#15)
- 西村浩二：Trumpet (#15)
- 村田陽一：Trombone (#15)
- 三沢またろう：Percussion (#15)